# De Wraak van Jafar
De Wraak van Jafar (Engels: The Return of Jafar) is een Amerikaanse direct-naar-video-animatiefilm van Walt Disney Television Animation uit 1994. De film is qua verhaal een vervolg op de lange animatiefilm Aladdin van twee jaar eerder. De film werd geregisseerd door Tad Stones.

## Verhaal
Aladdin en zijn aapje Abu dringen de schuilplaats van Abis Mal en diens dievenbende binnen. Ze stelen de buit van hun laatste rooftocht en verdelen die onder de bevolking van Agrabah.
Ondertussen slaagt Iago erin om uit de lamp te ontsnappen waarin hij eerder samen met zijn meester Jafar in de Grot der Wonderen was opgesloten. Iago heeft er inmiddels genoeg van om door Jafar te worden gecommandeerd, en gooit de lamp in een put. Vervolgens gaat hij naar Agrabah, waar hij probeert Aladdins vertrouwen te winnen. Dit lukt wanneer hij Aladdin helpt te ontkomen aan Abis Mal en diens bende. Met Aladdins hulp komt Iago in het paleis, waar hij ondanks zijn verleden gaandeweg wordt geaccepteerd door de anderen.
Ondertussen wordt Jafars lamp gevonden door Abis Mal, die vervolgens de Jafar-geest oproept. Hoewel Abis Mal nu formeel Jafars meester is en Jafar hem dus als geest moet gehoorzamen, is Jafar sluw genoeg om Abis Mal onder de duim te houden. Hij zorgt dat Abis Mal snel twee van zijn wensen verspilt, en stelt vervolgens een samenwerking voor om Aladdin en co te verslaan. De Jafar-geest gaat naar het paleis, waar hij Iago dwingt weer voor hem te gaan werken.
Iago haalt Aladdin en de Sultan over om een tochtje te gaan maken op het vliegende tapijt. Onderweg worden ze aangevallen door Abis Mal en zijn rovers, die de Sultan vangen en Aladdin achterlaten in een rivier. Ondertussen in het paleis verslaat Jafar de geest uit Aladdins wonderlamp en slaagt er eveneens in om Jasmine, Abu en het vliegende tapijt te vangen. Jafar is tevreden met zijn vorderingen, maar Iago is duidelijk minder blij. Om zijn wraak op Aladdin compleet te maken, laat Jafar de paleiswachters geloven dat Aladdin de sultan heeft vermoord. Wanneer Aladdin zelf terugkeert in het paleis, wordt hij meteen gearresteerd. Vervolgens wordt hij veroordeeld door Jafar, die de gedaante van Jasmine heeft aangenomen. Aladdin denkt dat hij door Jasmine zelf wordt veroordeeld.
Iago heeft inmiddels spijt van zijn verraad. Hij bevrijdt de geest van Aladdins wonderlamp, waarna de geest op zijn beurt alle gevangenen bevrijdt. De geest onthult vervolgens dat Jafar, ondanks dat die nu ook een geest is, wel degelijk verslagen kan worden: zolang een geest nog niet is vrijgewenst, is hij voor zijn voortbestaan afhankelijk van de lamp waarin hij woont. Ondertussen wil Abis Mal zijn derde wens doen. Jafar probeert Abis Mal over te halen hem vrij te wensen door hem een grote lading schatten cadeau te doen. Voordat Abis Mal echter zijn wens kan doen, steelt Aladdin Jafars lamp. Jafar verandert weer in zijn geestvorm en volgt Aladdin naar de paleistuin. Daar verandert hij de hele tuin in een lavapoel, zodat Aladdin niet bij de lamp kan komen. Uiteindelijk slaagt Iago erin de lamp in de lava te gooien, waarmee aan Jafars bestaan als geest een einde komt.
Nu Jafar is verslagen wordt Iago officieel opgenomen in de groep.

## Stemverdeling

### Engelstalig
| Acteur            | Personage   |
| ----------------- | ----------- |
| Scott Weinger     | Aladdin     |
| Linda Larkin      | Jasmine     |
| Dan Castellaneta  | Geest       |
| Gilbert Gottfried | Iago        |
| Jonathan Freeman  | Jafar       |
| Jason Alexander   | Abis Mal    |
| Val Bettin        | Sultan      |
| Frank Welker      | Abu / Rajah |
| Jim Cummings      | Razoul      |

### Nederlandstalig
| Acteur             | Personage   |
| ------------------ | ----------- |
| Bart Bosch         | Aladdin     |
| Laura Vlasblom     | Jasmine     |
| Pierre Bokma       | Geest       |
| Bram Biesterveld   | Iago        |
| Gees Linnebank     | Jafar       |
| Nolle Versyp       | Sultan      |
| Serge Henri Valcke | Abis Mal    |
| Frank Welker       | Abu / Rajah |

## Achtergrond
The Return of Jafar was Disneys eerste direct-naar-video animatiefilm. De film werd met gemengde reacties ontvangen.
Dit was tevens de enige Aladdinfilm waarin de stem van Geest niet werd gedaan door Robin Williams. Hij werd in deze film vervangen door Dan Castellaneta, die bij het grote publiek beter bekend is als de stem van Homer Simpson in The Simpsons.
De plot van de film werd later hergebruikt in het videospel Kingdom Hearts II.